# Pompaire
 Pompaire  es una comuna (municipio) de Francia, en la región de Poitou-Charentes, departamento de Deux-Sèvres, en el distrito y cantón de Parthenay.
Está integrada en la Communauté de communes de Parthenay.

## Demografía
| 602 | 665 | 1167 | 1659 | 1828 | 1812 |
| Para los censos de 1962 a 1999 la población legal corresponde a la población sin duplicidades (Fuente: INSEE [Consultar]) |     |      |      |      |      |

Forma parte de la aglomeración urbana de Parthenay.